# シモーネ・マニュエル
シモーネ・アシュリー・マニュエル (Simone Ashley Manuel, 1996年8月2日- ) は、アメリカ合衆国のテキサス州シュガーランド出身の女性競泳選手。専門は自由形。2016年リオデジャネイロオリンピック100m自由形および4×100mメドレーリレー金メダリスト。競泳競技アフリカ系アメリカ人女子初の金メダリスト。

## 自己記録

### 長水路
| 種目       | タイム    | 会場             | 日付          |
| ---------- | --------- | ---------------- | ------------- |
| 50m自由形  | 23秒97    | 2017年世界選手権 | 2017年7月30日 |
| 100m自由形 | 52秒04    | 2019年世界選手権 | 2019年7月26日 |
| 200m自由形 | 1分56秒09 | 2019年世界選手権 | 2019年7月25日 |